# 杨范
楊範（?—?），字法僧，长乐郡广宗县（今河北威县东）人，中国南北朝北魏宦官。
魏文成帝时，楊範因本族宗人犯罪连坐，被处以宫刑。宦官王琚养如子侄，往来出入王琚家。初为中谒者，转任黄门、中谒者仆射、中给事中、射声校尉。加宁远将军，为中尹。魏宣武帝去世，高陽王元雍总理朝政，楊範出为白水郡太守，加号龍驤将軍。
灵太后臨朝称制，召還楊範为常侍、崇訓太僕卿，兼中嘗药典御，封爵華陰子。出任平西将軍、華州刺史，在华州纳取賄賂，将兵民私用使役，被御史弹劾。楊範被免官还洛阳。
後灵太后召回楊範，以他为中侍中、安南将軍。進鎮南将軍、崇訓太僕、華州大中正，楊範去世。追贈征西将軍、秦州刺史。

## 延伸阅读
[在维基数据编辑]
 《魏書·卷94》，出自魏收《魏书》
 《北史·卷092》，出自李延壽《北史》